# Emo Girl
Emo Girl ist ein Lied des US-amerikanischen Musikers Machine Gun Kelly. Es wurde am 4. Februar 2022 über Bad Boy Entertainment veröffentlicht und ist die zweite Single aus seinem sechsten Studioalbum Mainstream Sellout.

## Inhalt
Emo Girl ist ein Rock-/Pop-Punk-Song, der von Nick Long, Travis Barker und Machine Gun Kelly (bürgerlich: Colson Baker) geschrieben wurde. Der Text ist in englischer Sprache verfasst. Emo Girl ist 2:40 Minuten lang, wurde in der Tonart D-Dur geschrieben und weist ein Tempo von 165 BPM auf. Produziert wurde das Lied von Nick Long und Travis Barker. Als Gastsängerin ist Willow Smith zu hören. Die Gitarren wurden von Nick Long und Machine Gun Kelly, der Bass von Steve Basil und das Schlagzeug von Travis Barker eingespielt.
Bereits 2021 erklärte Machine Gun Kelly, dass er eine Kollaboration mit Willow Smith mit dem Arbeitstitel Emo Prom aufgenommen hat. Am 30. Januar 2022 gab Kelly über TikTok einen Vorgeschmack auf das Lied, welches nun Cherry Red Lipstick hieß. Die vollständige Version wurde schließlich am 4. Februar 2022 veröffentlicht. Am Anfang des Liedes hört man ein Soundbite von Machine Gun Kellys Verlobten Megan Fox, die sagt, dass sie eine Göttin wäre. Das Zitat stammt aus dem Film Jennifer’s Body – Jungs nach ihrem Geschmack.

## Rezeption
Joe DiVita vom Onlinemagazin Loudwire beschrieb den Text des Liedes als „eine Mischung aus The Rock Show von Blink-182 und Black No. 1 von Type O Negative“. Die „geistreich-sardonische Lyrik eines Peter Steele wurde jedoch durch eine Liste von Emo-Klischees ersetzt“. Laut Emily Zemler vom Magazin Rolling Stone hört sich das Lied an, als würde es „von einer CD kommen, die man auf dem Parkplatz der Warped Tour in den frühen 2000er Jahren verteilt hätte“. Andrew Sacher vom Onlinemagazin Brooklyn Vegan zeigte sich kritischer. Das Lied würde „wirklich nach Blink-182 klingen“ und hätte „noch weniger Tiefe als Blinks absichtlich dümmste Lieder“. Sacher wünschte sich, dass sich Willow Smith „ihre Energie für einen besseren Song aufgehoben hätte“.

## Chartplatzierungen
Emo Girl konnte sich nicht in den offiziellen deutschen Singlecharts platzieren, erreichte jedoch Rang drei der Single-Trend-Charts am 11. Februar 2022.
| ChartsChartplatzierungen            | Höchstplatzierung | Wochen |
| ----------------------------------- | ----------------- | ------ |
| Vereinigtes Königreich (OCC)        | 52 (3 Wo.)        | 3      |
| Vereinigte Staaten (Billboard)      | 77 (2 Wo.)        | 2      |
| Vereinigte Staaten (Billboard Rock) | 9 (20 Wo.)        | 20     |

## Auszeichnungen für Musikverkäufe
| Land/Region               | Auszeichnungen für Musikverkäufe (Land/Region, Auszeichnung, Verkäufe) | Verkäufe |
| ------------------------- | ---------------------------------------------------------------------- | -------- |
| Kanada (MC)               | Gold                                                                   | 40.000   |
| Vereinigte Staaten (RIAA) | Gold                                                                   | 500.000  |
| Insgesamt                 | 2× Gold ·                                                              | 540.000  |